# Eric Hobsbawm
Eric John Ernest Hobsbawm, född 9 juni 1917 i Alexandria, Egypten, död 1 oktober 2012 i London, var en brittisk marxistisk historiker och författare. 
Hobsbawm föddes i Egypten men flyttade senare till Europa, där han kom att växa upp i Wien och Berlin. Trots att han var uppväxt i tyskspråkiga länder talade hans mor och hans judiske far, Leopold Percy Obstbaum, engelska med barnen. Hobsbawm var medlem i Storbritanniens kommunistiska parti och dess Communist Party Historians Group. Han var en av de ledande forskarna inom den brittiska marxistiska traditionen med dess starka inslag av kulturanalys. Hobsbawms utgångspunkt var en ekonomisk-historisk analys av den brittiska industrialiseringen och dess inflytande på arbetarklassen (Industry and Empire, 1968). I Primitive Rebels (1959) och Labouring Men (1964) undersökte han arbetarnas livsvillkor och protester ur deras eget perspektiv. Hobsbawms stora syntes för modern tid presenterades i The Age of Revolution (1962), The Age of Capital (1975), The Age of Empire (1987) och On the Edge of the New Century (2000), vilka har utkommit i svensk översättning.
Eric Hobsbawm undervisade från 1959 vid University of London, Birkbeck College, där han 1970 erhöll sin professur i social och ekonomisk historia. Efter sin pensionering 1982 undervisade han vid New School of Social Research i New York. Han tillhörde sedan 1978 Royal Society och var sedan 1998 ledamot av Order of the Companions of Honour. 

## Nationalismforskning
Eric Hobsbawm anlade i sin bok Nations and Nationalism Since 1780 (1990) en skeptisk hållning till nationalismen som ett förment allmänmänskligt fenomen. Nationen var för honom en historisk betingad och därmed tillfällig företeelse. Nationalismen uppstod vid ett bestämt historiskt skede (franska revolutionen och den engelska industrialiseringen) och är därför ovedersägligt behäftad med en rad specifika sociala, ekonomiska och kulturella faktorer för sin fortlevnad. Dessa faktorer växlar dock och förändras över tiden.
Att försöka skapa objektiva kriterier för vad som utgör en nation eller en nationalitet - som exempelvis språk och etnicitet - låter sig således inte göras. Att utgå från faktorer som språk och etnicitet ger snarast upphov till en analytisk vinkling som potentiellt banar väg för nationalistisk propaganda. Precis som Ernest Gellner hävdar måste en analys av nationalismen som samhällsfenomen söka sig bakom det som nationalismen säger sig vara, och försöka pejla vad den egentligen är.
Med sin förankring i den marxistiska historietraditionen anlade Hobsbawm ett "underifrånperspektiv" på fenomenet nationalism. Nationalismens ideologi är i huvudsak konstruerad ovanifrån - av de sociala ingenjörerna, historikerna och de politiska makthavarna - men den kan inte överleva och transformeras om den saknar stöd i "vanligt folks" antaganden, förhoppningar och behov. Det är i en analys av dessa folkliga föreställningar - vilka inte nödvändigtvis behöver vara av nationell eller nationalistisk karaktär - som Hobsbawm menade att en djupare förståelse av nationalismens dynamik står att finna. 
Hobsbawm hänvisade bland annat till den tjeckiske teoretikern Miroslav Hrochs studier av mindre nationalistiska rörelser i Europa, vilka i allmänhet antas följa tre faser. Den första av dessa är främst identitetsskapande och arbetar med kulturella medel. I den andra fasen framträder de ideologiska förkämparna och utnyttjar den nationella ideologin som politiskt maktmedel. I den tredje fasen slutligen har den nationalistiska föreställningsvärlden etablerats hos samhällets bredare folklager. Som en följd av Hrochs analysmodell ville Hobsbawm förlägga nationalismens huvuddecennier inte till 1800-talet, utan snarare till det tidiga 1900-talet. Hobsbawm valde själv att titulera femte kapitlet i sin bok "Nationalismens storhetstid 1918-1950". Härav framgår att nationalismen under det tidiga 1900-talet blev modernitetens främsta förutsättning, sedan 1800-talets upplysningsprojekt och sociala ingenjörskonst hade havererat i världskrig. Mellankrigstidens nationalitetsprincip betraktar Hobsbawm som en veritabel världskatastrof. Åsikten att nationsgränserna bör sammanfalla med kultur- och språkgränser bär - i de fall där dessa ytterst svåruppfyllda kriterier inte överensstämmer med verkligheten - på en draksådd av fruktansvärda mått. Massutdrivning eller utrotning av etniska minoriteter blev dess övertydliga konsekvens. 
Kontentan av Hobsbawms analys blir att nationalismen som politiskt projekt till stora delar var överspelat i och med andra världskrigets slut och den efterföljande internationaliseringen av nationalekonomierna. Den antifascistiska världsrörelse som kom att speglas genom såväl FN som den internationella arbetarrörelsen ökade ytterligare den internationella homogeniseringen av den västerländska kulturen efter 1945. 
Hur förklarade då Hobsbawm den växande nationalisering som framför allt 1980-talets politiska utveckling innebar? De teoretiska argument han presenterade går främst ut på att den etnicitet som ligger till grund för dessa konflikter är betydligt äldre än själva nationalitetsidén, och att den östeuropeiska nationalismen efter 1989 bara tillfälligt hade konserverats. När muren föll slog denna uppdämda nationalism åter igenom och konflikterna blev ett faktum. Hobsbawm såg alltså 1990-talets krig på Balkan som reminiscenser från nationalismens storhetstid under 1920- och 1930-talen.